# 卡什 (土耳其)
卡什（英語：Kaş），是土耳其安塔利亚省的一个县，位於安塔利亚以西168公里。作为一个旅游城市，相对未受破坏。

## 地理
卡什縣坐落在海边的一个山丘上。当地为典型的地中海式气候，夏季炎热干燥，冬季温暖潮湿，适宜種植橘子、柠檬和香蕉。低地地区还种植鲜花以及各种水果和蔬菜，不少是在溫室內常年种植。山坡生产蜂蜜和杏仁，而在高海拔地区有大片松树林。天气在高海拔地区中较为干燥。尽管农业仍是主要產業，但近年旅游業發展蓬勃，並設有许多酒店和宾馆供旅客住宿。

## 参见

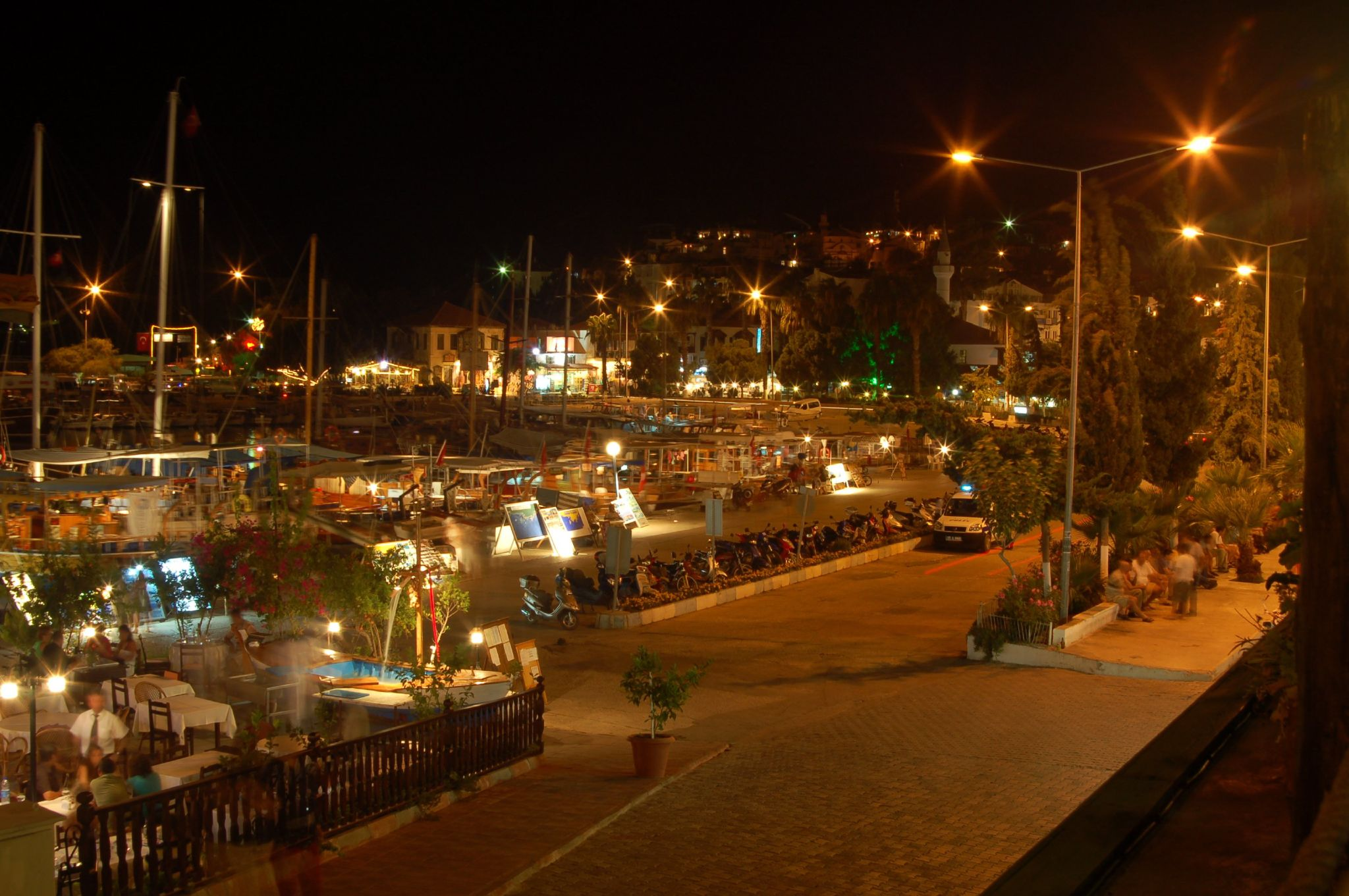
卡什海滨的夜景